# Занкт-Маргаретен (Німеччина)
Занкт-Маргаретен (нім. Sankt Margarethen) — громада в Німеччині, розташована в землі Шлезвіг-Гольштейн. Входить до складу району Штайнбург. Складова частина об'єднання громад Вільстермарш.
Площа — 13,24 км2. Населення становить 790 ос. (станом на 31 грудня 2020).

## Галерея

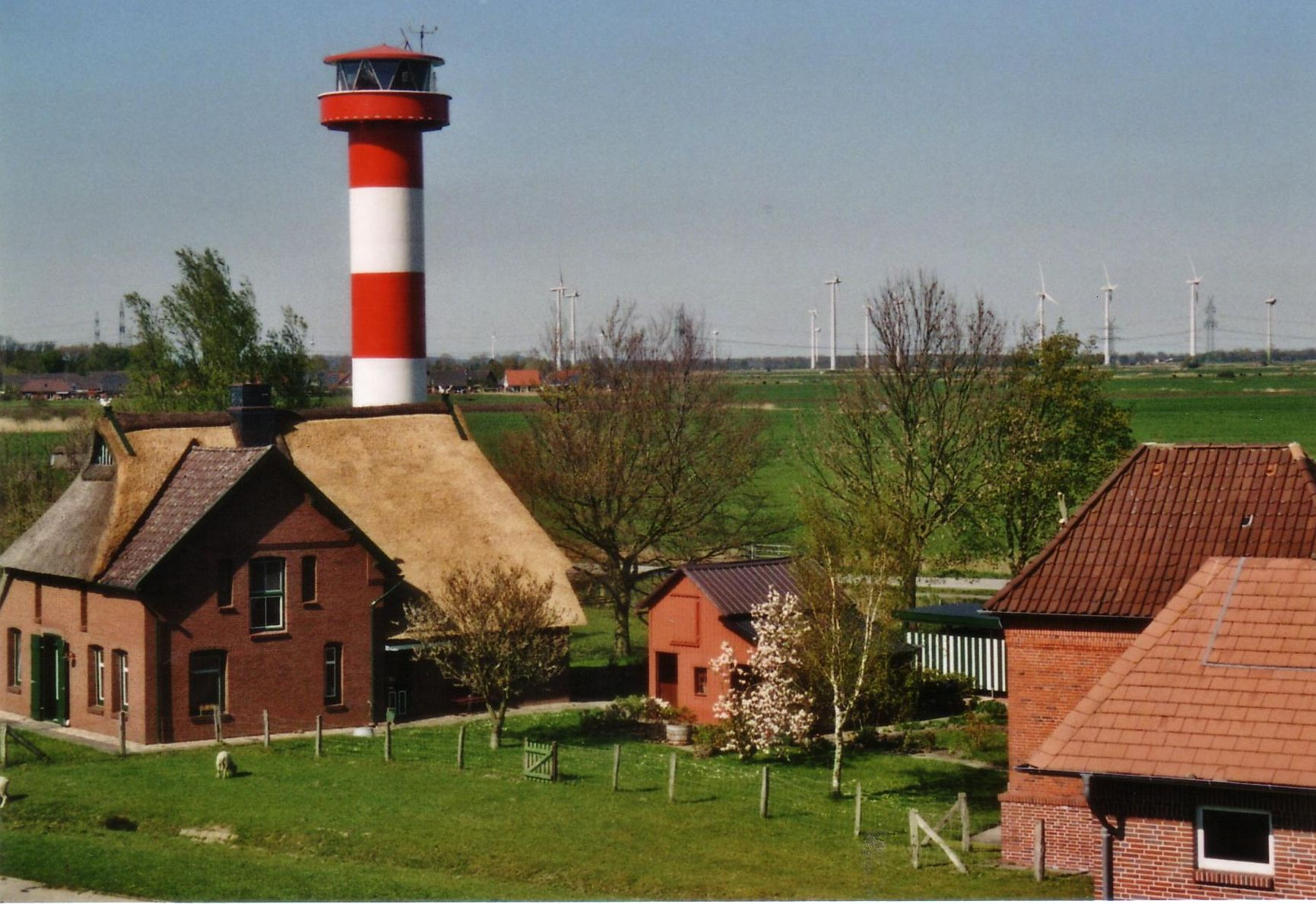